# Берегели (Красиловский район)
Берегели (укр. Берегелі) — село в Красиловском районе Хмельницкой области Украины.
Население по переписи 2001 года составляло 125 человек. Почтовый индекс — 31075. Телефонный код — 3855. Занимает площадь 3,906 км². Код КОАТУУ — 6822781702.

## Местный совет
3107, Хмельницкая обл., Красиловский р-н, с. Пашутинцы, ул. Молодёжная